# Rosse fluiteend
De rosse fluiteend of gele fluiteend (Dendrocygna bicolor) dankt zijn naam aan zijn fluitende roep. Hij komt voor in delen van Amerika, Azië en Afrika, leeft in moerassige gebieden en is voornamelijk 's nachts actief.

## Beschrijving
De rosse fluiteend wordt tussen de 47-53 cm lang. Er zijn geen uiterlijke verschillen tussen mannetjes en vrouwtjes. De gele fluiteend is herkenbaar aan de lange nek, grijze poten en snavel en aan de gele/bruine (schut-)kleur. De mannetjes wegen tussen de 700 - 850 gram, de vrouwtjes tussen de 685 - 750 gram. Beide zijn geslachtsrijp na 9 - 12 maanden, maar het eerste broedsel is vaak in het tweede jaar. De gele fluiteend voedt zich met zaden, granen, insecten en andere kleine (water)diertjes.
De eend broedt vaak op de grond, tussen de planten. Ze broeden ook wel in holle boomstammen, andere holtes of in nesten van andere eenden. De fluiteend broedt tussen maart en juli op 8 - 12 eieren. Woerd en vrouw wisselen elkaar af bij het broeden.

## Verspreiding en leefgebied
De rosse fluiteend heeft een groot maar gefragmenteerd verspreidingsgebied. Zo komt de eend voor in een aaneengesloten gebied in de Caraïben, Mexico en het noorden van Zuid-Amerika, in het midden van Zuid-Amerika, in grote delen van Midden- en Zuid-Afrika, en ook in het oosten van het Indische Subcontinent.
De kans op uitsterven is door dit grote verspreidingsgebied gering. De totale populatie werd in 2012 door BirdLife International geschat op 1,3 tot 1,5 miljoen individuen. Dit aantal gaat wel achteruit. Het tempo van achteruitgang ligt onder de 30% in tien jaar, daarom staat de eend als niet bedreigd op de Rode Lijst van de IUCN.

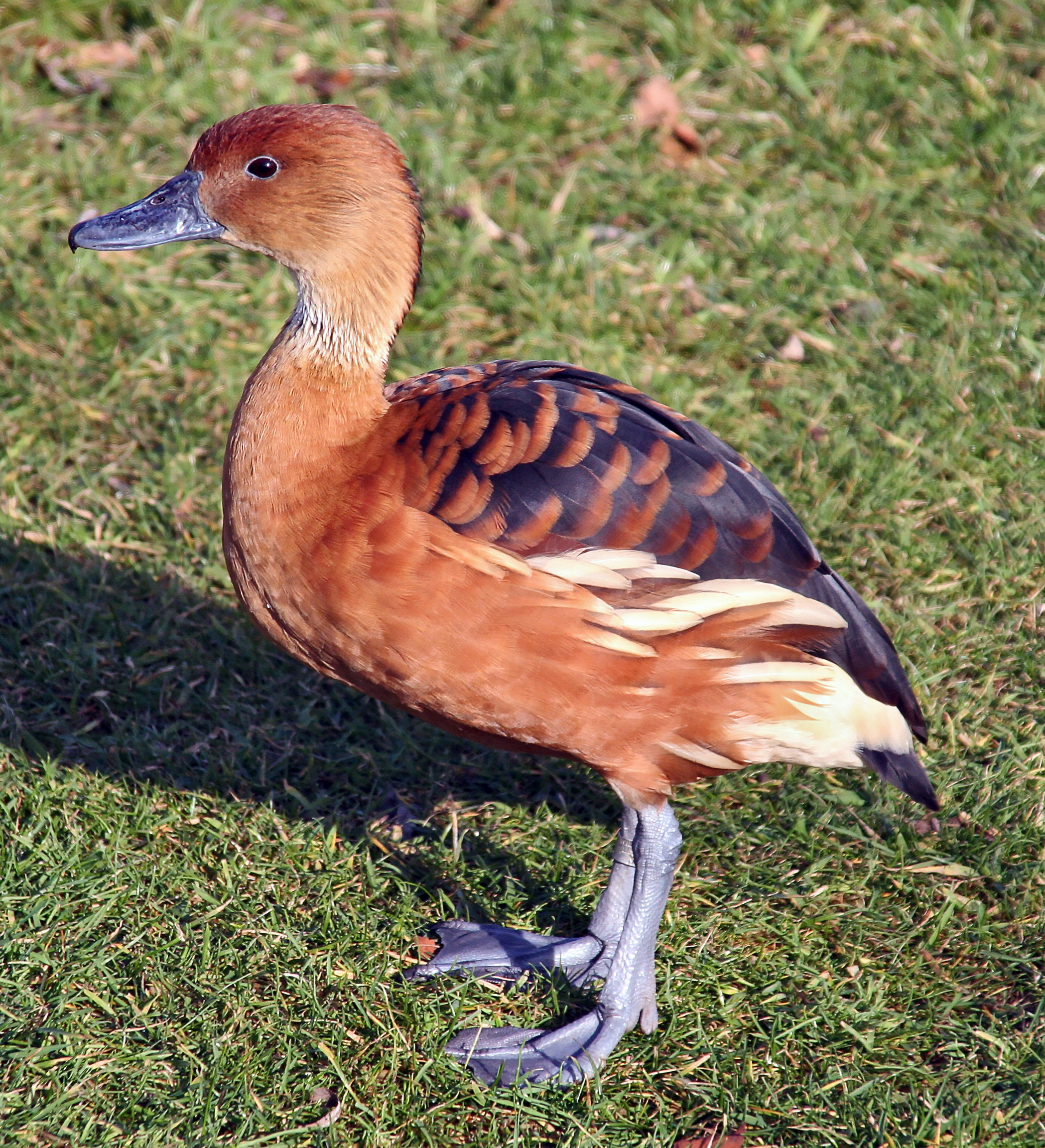

## Rosse fluiteenden houden
Rosse fluiteenden kunnen het hele jaar buiten verblijven. Ze krijgen gewoonlijk wel een nachthok. Ze houden van een zonnig verblijf tussen beplanting met ondiep water en zwemgelegenheid.